# 2018 في لاتفيا
فيما يلي قوائم الأحداث التي وقعت خلال عام 2018 في لاتفيا.

## سياسة

### انتهاء فترة المنصب
- 11 يناير – سولفيتا أبولتيينا عضو في السايما ‏.
- 6 نوفمبر – لايمدوتا ستراويوما عضو في السايما ‏.

## رياضة
- 1 يناير – الدوري اللاتفي الممتاز 2018 الفائز نادي ريغا.

## وفيات

### أبريل
- 2 أبريل – موريس هالي (مواليد 1923) عالم لغوي أمريكي لاتفي.